# 罗妥木单抗
罗妥木单抗（INN：Robatumumab；开发代号：SCH 717454和MK-7454）是默克和先灵葆雅生产的单克隆抗体和抗肿瘤药物。它与CD221（或称胰岛素样生长因子1受体）结合。
针对结直肠癌、骨肉瘤和尤文氏肉瘤患者的II期临床试验已经完成。此后默克公司停止了该药物的开发。